# Сулейман-бей Эшрефоглу
Сейфеддин Сулейман Халил-бей (тур. Seyfeddin Süleyman Halil Bey) — основатель и правитель бейлика Эшрефогуллары.

## Биография

### Начальные годы
Отцом Сулеймана был Эшреф-бей. Сведений об Эшрефе-бее практически нет. Возможно, Эшреф-бей был субаши (офицер охраны) во дворце Кубадабад, построенном Алаэддином Кей-Кубадом I на озере Бейшехир как летняя резиденция сельджукских султанов.
Сулейман был одним из эмиров на сельджукской службе во время правления султана  Гиясюддина Кей-Хосрова III (1264—1283), как сам Сулейман велел указать в надписи над воротами крепости в Бейшехире и в надписях на других своих сооружениях. Бейшехир и его окрестности были пожалованы ему как икта. Развитие военно-политической и социально-экономической ситуации в Малой Азии после исчезновения государства Сельджуков и ухода монголов или удж. Скорее всего, именно Сулейман был основателем бейлика. Первой столицей бейлика был Гаргорум, а затем Сулейман построил город Бейшехир (в то время Сулейманшехир) на берегу озера Бейшехир.
Первое упоминание Сулеймана в источниках относится к апрелю 1277 года, когда он в союзе с Караманоглу Мехметом напал на Кайсери после победы над армией монголов в Эльбистане. 15 мая 1277 года Сулейман участвовал в нападении на Конью вместе с Караманоглу Мехметом и Ментеше-беем. Во время нападения Мехмета на Конью в 1282 году и после смерти Мехмета, Сулейман совершал набеги на район Акшехира. Сельджукский султан Кей-Хосров, бессильный справиться с туркменами, будучи вассалом Хулагуидов, обратился к ильхану Текудеру. Текудер (1282—1284) послал своего брата наследника Конкуртая в Анатолию, чтобы наказать Караманоглу и Эшрефоглу. Конкуртай действовал необычайно жестоко. Набег Конкуртая принёс лесные пожары, грабежи и насилие, а также массовую резню мирного населения. Оставшиеся в живых женщины и дети были захвачены и проданы в рабство. Конкуртай убил многих туркмен в этом регионе, чтобы наказать Караманоглу и Эшрефоглу. Дикое даже для людей тех времён разорение, совершённое Конкуртаем, было описано мамлюкским султаном с гневом в письме Текудеру. В январе 1284 года Текудер отозвал Конкуртая и казнил его.

### Против Сахиб Ата
В июне 1283 года Кей-Хосров III был свергнут и убит, а на его место пришёл Гиясюддин Масуд II, сын умершего в Крыму Иззеддина Кей-Кавуса II . Масуд, правивший восточной частью Румских земель, был слаб и труслив, Конье он предпочитал более спокойный и безопасный Кайсери. Причиной этого было то, что силы Эшрефоглу и Караманоглу в Конье были сторонниками Кей-Хосрова.
После Текудера трон государства Хулагуидов занял Аргун-хан. Мать Кей-Хосрова III не хотела подчиняться Масуду II и обратилась к Аргун-хану с просьбой о разделе страны. Аргун-хан выделил восточную часть со столицей в Кайсери Масуду II, а западную часть со столицей в Конье — двум сыновьям Кей-Хосрова III. Когда сельджукский визирь Сахиб Ата Фахреттин Али и другие стали противиться разделу, мать Кей-Хосрова III вызвала Эшрефоглу Сулеймана, которого назначила наибом (регентом), и Караманоглу Гюнери, которого назначила бейлербеем Коньи. Сулейман-бей и Гюнери-бей прибыли в город и обеспечили 15 мая 1285 года проведение церемонии коронации двух царевичей. Визирь Масуда, Сахиб Ата вместе со своим подчинённым, Хас Балабаном, двинулся во главе армии на Конью; Эшрефоглу Сулейман отступил к своей столице, Горгоруму (близ Бейшехира, а Караманоглу Гюнери-бей отступил в Караман. В 1285 году благодаря усилиям Масуда и визиря Сахиб Ата, эти двое детей были схвачены. После освобождения Коньи в апреле 1286 года в неё прибыл Масуд II вместе с Гейхату и сам сел на трон. Сыновья Кей-Хосрова III были отправлены Аргуну-хану, который их казнил. Два сельджукских царевича правили семь месяцев.
Гермиян жившие вокруг Кутахьи, в 1286 году напали на Масуда II и разграбили весь регион вплоть до Горгорума, столицы Эшрефоглу Сулеймана.
Сулейман, пострадал от этого нападения. Масуд II вместе с Гейхату осуществил контратаку на Гермиян, одержал победу, разграбил удж Гермиян и в 1287 году вернулся в Конью. В начале 1288 года, когда армия Сельджуков и Монголов напала на Караманидов в Тарсе и разрушила Ларинду, Эшрефоглу Сулейман-бей, союзник Караманоглу Гюнери-бея, напал на Ильгин, обезглавил Балабаноглу и его солдат и отправили их головы в Конью. Однако оба союзника поняли, что ситуация становится все более и более опасной, и явились к Масуду II, заявив, что они хотели бы извиниться и попросить мира. Масуд II дал Эшфоглу Сулейману и Караманоглу Гюнери руку для поцелуя и принял их заверения в лояльности, после чего разрешил вернуться домой. После этой встречи Сулейман переместил свой центр из Горгорума в Бейшехир. Надписи 687 (1288) года на крепости указывает, что крепость построил Сулейман б. Эшреф, и что город был назван «Сулейманшехир» (город Сулеймана). Также важно, что в надписи Сулейман упоминается как «Великий эмир, великолепный».

### Пленение Рукнеддина
В 1286 году Сулейман Эшрефоглу захватил в плен брата Масуда, Рукнеддина (Сиявуша), но освободил его из-за вмешательства Гюнери-бея Караманоглу . Относительно деталей происшедшего существуют различные версии.
Желая укрепить мир с Эшрефоглу, Масуд II решил женить брата, Рукнеддина на дочери Сулеймана, Гюльджемаль-хатун. Для этого Масуд вызвал брата из Синопа и отправил его в Бейшехир к Сулейману для согласования деталей договора. Сулейман пленил Рукнеддина, поскольку хотел использовать его, чтобы рассчитаться с Масудом II. Узнав об этом, Масуд II выступил со своей армией к Бейшехиру, но вмешался Гюнери-бей. Он попросил Сулеймана освободить Рукнеддина, сказав, что неправильно заключать в тюрьму члена семьи султана.
Согласно второй версии, Масуд II передал все права владения деревней Алп-Сару в Акшехире своему брату Рукнеддину. Сулейман был с этим несогласен и арестовал Рукнеддина, когда тот находился в Бейшехире. По этой версии Гюнери-бей тоже вмешался, но действовал не просьбами, а угрозами.
По третьей версии, Масуд II хотел, чтобы его брат, которого он считал соперником, был взят под стражу. Поэтому он отправил его в Бейшехир, якобы с целью женитьбы на дочери Сулеймана. По предварительной договорённости с Масудом Сулейман арестовал его, но был вынужден освободить и отправить его в Конью в результате вмешательства Караманида Гюнери, который был благосклонно настроен по отношению к Рукнеддину

### Рейд Гайхату
К этому времени государство сельджуков утратило свою власть, и Сулейман-бей находился в постоянном конфликте, иногда со своими соседями, а иногда и с сельджукскими вали: в какой-то момент ему даже угрожала опасность попасть в руки Караманида, который напал на Бейшехир, но Сулейман одержал победу. Гюнери-бей взял Ларинду, после переименованную в Караман. Летом 1289 года сын Абаки и брат Аргун-хана, Гайхату, лично появился в Конье для подавления мятежных беев. Гюнери и Сулейман приехали в Конью, чтобы принести оммаж Масуду. Однако после возвращения Гайхату в Иран и смерти Аргун-хана в 1290 году беи опять активизировались. Поскольку султан Масуд жил в Кайсери, а Конья осталась без правителя, Караманиды и Эшрефогуллары постоянно совершали рейды в её окрестностях, а также воевали и между собой. Один раз беспрепятственный грабёж и разорение Коньи длились три дня подряд. Султан Масуд опять обратился за помощью к Гайхату, ставшему ильханом, и тот приехал в Анатолию с большой армией из 20 000 человек. Ларинда, Эрегли и деревни вокруг этих городов были уничтожены с особой жестокостью. Гайхату приказал, чтобы военнопленные, захваченные в Бейшехире и вокруг него, были убиты с применением пыток и подвергались воздействию огня. После этого Гейхату переехал в Денизли и засыпал город потоком стрел в ответ на сопротивление горожан, закрывших ворота. После того, как Гайхату захватил город, в течение трёх дней и ночей все жители были вырезаны. Все ещё недовольный Гейхату двинулся дальше в регион Мугла, который был недавно захвачен Ментеше-беем, там он также совершил множество расправ и грабежей. Число пленных, взятых с земель Караманогулларов и Эшрефогулларов в 1292 году составляло 7 000 человек. Гайхату уничтожал селения без разбора, не только мятежные, но и те, которые всегда были покорны. Однако, несмотря на тяжёлые потери после набега Гайхату, и Эшрефогуллары, и Караманогуллары возобновили свою активность сразу после отъезда ильхана.
Когда Гайхату возвращался в Тебриз через Кайсери в 1292 году, он послал армию во главе с султаном Масудом II против Рукнеддина Кылыч-Арслана, который восстал, желая захватить власть. Сулейман, земли которого сильно пострадали в ходе рейда Гайхату, решил не восставать и отправился с Месудом на подавление восстания Рукнеддина. Они захватили Кылыч-Арслана и заключили его в крепость Вираншехир, находившуюся под контролем Сулеймана. Но и на этот раз Сулейман освободил пленника под давлением со стороны Гюнери. По этой причине в 1292 году Масуд разграбил землю Эшрефогуллары. Чтобы отомстить за это, Сулейман захватил крепость Гёвеле и её окрестности. Тем не менее, боясь гнева Гейхату, в ноябре 1292 года он покинул этот замок, проведя в нём сорок дней, и вернулся в Бейшехир с добычей. Воспользовавшись отсутствием власти в регионе, Гюнери-бей вновь напал на Конью.

### Независимость
Сулейман сначала поддержал Байду-хана, который восстал против пришедшего в 1295 году к власти Газана Махмуда. После поражения от армии Моголов Байду пытался укрыться у Сулеймана в Бейшехире, но Сулейман изменил свою позицию после поражения Байду и выступил против него. Байду бежал к Гюнери в Ларинду, после чего хотел искать убежища у мамлюков, но был схвачен и нойон Сулемиш отправил его в Тебриз. Там Байду убили в октябре 1296 года. Газан-хан сместил Масуда и поставил султаном Алаэддина Кейкубада III. Сулемиш, который рассчитывал на пост бейлербея Анатолии, начал восстание сам, когда эта должность была предоставлена Баянкару. Разбив Баянкара в битве, Сулемиш пришёл к соглашению с Караманоглу Гюнери, Махмудом-беем и Эшрефоглу Сулейманом-беем. Однако и Гюнери, и Сулейман покинули его, и ему пришлось бежать в Египет в апреле 1299 года. С 40 000 мамлюкских солдат Сулемиш вернулся в Анатолию и ему удалось дойти до земли Сулеймана-бея и дальше. Около Анкары его схватил Чобан и доставил в Тебриз, где в августе 1299 года после пыток Сулемиш был казнён.
Было очевидно, что власть сельджукского султана уже не так сильна как прежде. В этот период нестабильности государства сельджуков как и другие беи Эшрефоглу Сулейман объявил о своей независимости, вероятно, в 1299 или 1300 году.
В Сулейманшехире он отчеканил серебряные монеты от имени Масуда II в 1297 году и от имени Алааддина Кейкубата III в 1297 и 1300 годах.
Из зданий, построенных Сулейманом, которые все ещё существуют в наше время, видно, что деятельность его в основном была сосредоточены в той части города, которая называется Исеришехир (внутренний город). Среди них хаммам Эшрефоглу из двух разных секций для мужчин и женщин, хан (гостиница) Эшрефоглу, базар с 31 магазином напротив мечети Эшрефоглу. Хан имеет площадь 116 квадратных метров, окружён прочными стенами, покрыт шестью куполами и имеет три входа. Сегодня купола и все магазины находятся в разрушенном состоянии. В мае 1290 года было завершено строительство крепости в Бейшехире (который он назвал Сулейманшехир). Мечеть Эшрефоглу уникальна по богатству деревянной резьбы. Главная двухстворчатая 10-метровая входная дверь на северной стороне является одним из самых красивых образцов искусства сельджукской резьбы. Мечеть, называемая шедевром сельджукской архитектуры, одним из изысканнейших зданий в Бейшехире, одним из лучших образцов анатолийского искусства сельджуков построена в 1297-99 годах.
Сулейман-бей расширил границы княжества от Бейшехира и региона Горгорум до Сейдишехира и Бозкира на юге и Доджанхисара и Чаркикаранаджача на севере. Он умер 27 августа 1302 (2 Мухаррама  702) года и был похоронен в гробнице рядом с мечетью Эшрефоглу, которую он построил в Бейшехире. Вместе с Сулейманом захоронены его жена и младший сын Эшреф.
После смерти Сулеймана правителем стал его старший сын Мехмед-бей.

## Личность
По словам турецкого историка А. Шимширгила, несмотря на большое количество сражений, Сулейман придавал большое развитию культуры и торговли. Проблемой бейлика было расположение между сильными враждующими государствами: Караманидами и сельджуками. Но он не оставался пассивным перед лицом угроз и активно участвовал в борьбе и играл важную роль в регионе. Сулейман-бей был желанным союзником для своих соседей.